# Aframomum mannii
Aframomum mannii är en enhjärtbladig växtart som först beskrevs av Daniel Oliver och D.Hanb., och fick sitt nu gällande namn av Karl Moritz Schumann. Aframomum mannii ingår i släktet Aframomum och familjen Zingiberaceae.
Artens utbredningsområde är Gabon. Inga underarter finns listade i Catalogue of Life.